# Salvia quezelii
Salvia quezelii là một loài thực vật có hoa trong họ Hoa môi. Loài này được Hedge & Afzal-Rafii miêu tả khoa học đầu tiên năm 1980.